# Ugo Tarchi
Ugo Tarchi (Firenze, 20 settembre 1887 – Firenze, 14 novembre 1978) è stato un architetto, storico dell'arte e dell'architettura italiano.

## Biografia
Ugo Tarchi, la cui famiglia vive nella zona di Porta Romana a Firenze ed è costituita dal padre Federico, impiegato del dazio, dalla madre Giuliana Ferrari, casalinga, e dalla sorella Ida, di due anni più grande, dimostra fin da bambino evidenti attitudini per il disegno che lo portano a frequentare, tra il 1899 e il 1905, l'Istituto di Belle Arti di Firenze. Nello stesso anno e per i tre anni successivi frequenta il Corso Speciale di Architettura. Nel 1909 consegue il titolo di professore di disegno architettonico e inizia la carriera didattica che lo porta a insegnare prima all'Accademia di Belle Arti di Perugia, dal 1909 al 1922, e poi in quelle di Bologna, dal 1922 al 1923, di Brera a Milano, dal 1923 al 1927, e di Roma, dal 1927 al 1957. A partire dalla sua esperienza nel capoluogo umbro sviluppa in ambito didattico un personale approccio in cui le materie del restauro e del ripristino sono affiancate da quella del rilievo architettonico, inteso come disciplina autonoma e non come mera operazione ausiliaria. 
Estremamente ricca e vasta è anche l'opera pubblicistica di Tarchi che è caratterizzata sia da volumi e saggi sia da articoli su riviste di settore. La pubblicazione più nota è l'opera in sei volumi titolata L'arte nell'Umbria e nella Sabina, edita tra il 1936 e il 1954, in cui, attraverso un percorso storico, che spazia dall'epoca etrusco-romana al Rinascimento, è illustrato un regesto tematico delle più importanti opere architettoniche e artistiche del territorio umbro e sabino, a carattere sia religioso che civile. L'opera presenta una vasta documentazione fotografica ottenuta a seguito di una diffusa campagna di indagine conoscitiva affiancata da un'ampia rassegna di disegni.
Tra il 1911 e il 1962, Tarchi svolge anche una prolifica carriera di progettista architettonico, incentrata su molteplici tipologie di lavoro: restauro di monumenti storici, ripristino di castelli, progettazione per arredo d'interni, nuove realizzazione di edifici pubblici e privati (scuole, sedi istituzionali, complessi termali, chiese, ville, cappelle cimiteriali e monumenti commemorativi). In virtù delle doti di abile disegnatore Tarchi collabora alla progettazione in occasione dei grandi concorsi nazionali svolti durante il periodo del Ventennio fascista.
La maggior parte delle opere di Tarchi appartiene allo stile eclettico e i suoi interventi di ripristino si concentrano sulla ricomposizione figurativa della facciata in stile neomedievale, nelle varianti neogotica-neoromanica o neorinascimentale, attuata attraverso il riposizionamento seriale delle bucature, l'inserimento di elementi in laterizio (marcapiani o ghiere di coronamento delle aperture) e di balconi lapidei. La sua realizzazione più nota è l'intervento di ripristino della tomba di San Francesco nella cripta della Basilica di Assisi che viene ridisegnata, così come la si può ammirare oggi, secondo uno stile eclettico austero e sobrio, sostituendo il sepolcro esistente realizzato in stile neoclassico da Pasquale Belli.

## Principali opere
Realizzazioni
- 1911-12 Gualdo Tadino (PG), chiesa di San Donato – restauro
- 1915 Perugia, caffè e sala da the Vitalesta
- 1915-16 Perugia, cappella funeraria della famiglia Agostini
- 1915-36 Monte Vibiano Vecchio di Marsciano (PG), castello Sereni – restauro e ripristino
- 1915-36 Sant'Elena di Marsciano (PG), villa Sereni – restauro e ripristino
- 1916 Perugia, salsamenteria Puccinelli
- 1916-17 Perugia, palazzo Ajò – ripristino
- 1916-17 Foligno (PG), Palazzo comunale – ripristino e sistemazione interna
- 1917 Città della Pieve (PG), palazzo del “Nuovo Credito Umbro” - ripristino
- 1917-19 Tordimonte di Orvieto (TR), chiesa parrocchiale
- 1917-27 Tordimonte di Orvieto (TR), castello Brazzetti – ripristino
- 1918 Passignano sul Trasimeno (PG), monumento ai Caduti
- 1918-19 Passignano sul Trasimeno (PG), palazzine Ciucci – ripristino
- 1918-19 Perugia, casa Rossi – ripristino
- 1919-21 Reggio Emilia, edificio sede della Scuola Industriale
- 1920-22 Spoleto (PG), palazzetto Onofri – ripristino
- 1921 Il Cairo (Egitto), palazzi del Sultano – restauro
- 1921 Perugia, chiesa di Santa Maria della Valle – ripristino
- 1921-22 Perugia, Cappella degli Oddi nella chiesa di San Francesco al Prato – ripristino
- 1921-22 Perugia, palazzetto Villanis – ripristino
- 1921-23 Assisi (PG), palazzetto Capello – ripristino
- 1921-26 Pizzoli (AQ), castello Dragonetti de Torres – ripristino
- 1922 Spoleto (PG), cappella funeraria della famiglia Arcangeli
- 1922-24 Spoleto (PG), sistemazione di piazza Pianciani
- 1923-25 Roma, villa Marta
- 1924-25 Spoleto (PG), case Luciani – ripristino
- 1924-26 Roma, villa Borghesiana
- 1925 Sant'Elena di Marsciano (PG), altare maggiore per la chiesa parrocchiale
- 1925-28 Castellamare di Stabia (NA), stabilimenti termali
- 1925-30 Spoleto (PG), casa dei Maestri Comacini e chiesa di San Domenico – ripristino
- 1925-32 Assisi (PG), tomba di San Francesco e cripta della Basilica – ripristino
- 1926-27 Los Angeles (USA), mausoleo nel Cimitero Forest Lawn
- 1926-28 Brà (TO), cappella funeraria delle famiglie Fasola e Giraudi
- 1926-30 Chianciano Terme (SI), stabilimenti termali Sillene
- 1926-30 Ragusa, palazzo del Governo
- 1926-30 Ragusa, edificio scolastico
- 1927-28 Orvieto (PG), cappella funeraria della famiglia Netti
- 1927-30 Poppi (AR), monumento agli eroi della guerra
- 1928-29 Roma, castello di Tor Crescenza – ripristino
- 1928-30 Assisi (PG), sede dell'Istituto Serafico
- 1929-30 Orvieto (TR), altare per il corpo di san Felice nella cappella del SS. Corporale
- 1929-30 Tivoli (Roma), edificio scolastico
- 1929-31 Pila di Perugia, villa Guardabassi – ripristino
- 1930 Monte Vibiano Vecchio di Marsciano (PG), cappella gentilizia
- 1930-32 Tivoli (Roma), stabilimenti termali Acque Albule
- 1930-33 Chianciano Terme (SI), stabilimenti termali Acquasanta
- 1930-35 Mercatello di Marsciano (PG), chiesa e casa parrocchiale
- 1932-33 Assisi (PG), lampada votiva per la tomba di San Francesco
- 1932-33 Ragusa, cappella funeraria della famiglia Pennavaria
- 1933 Cerqueto di Marsciano (PG), asilo infantile “Luisa Sereni”
- 1933-35 Acqui Terme (AL), stabilimento termale e albergo
- 1934-35 Stimigliano Sabina (RI), chiesa e dopolavoro
- 1934-36 Foligno (PG), Palazzo del Podestà – ripristino e sistemazione interna
- 1934-50 Todi (PG), portale della chiesa del SS. Crocifisso – ripristino
- 1949-50 Castiglione in Teverina (VT), arredi sacri per la chiesa dei Santi Filippo e Giacomo
- 1950-55 Caltagirone (CT), campanile della cattedrale
- 1950-58 Ponte Rio di Todi (PG), chiesa di Santa Maria Assunta in Cielo
- 1960-62 Caltagirone (CT), mausoleo di don Luigi Sturzo

Progetti e concorsi
- 1917-18 Perugia, ipotesi di restauro della facciata della Corte di Assise e del Palazzo del Capitano del Popolo
- 1919 Perugia, progetto di palazzine in linea
- 1920 Orvieto (TR), Villino Urbani
- 1923-26 Perugia, sistemazione di Piazza d'Armi
- 1925 Milano, concorso per il monumento ai Caduti in guerra
- 1926 Spoleto (PG), ripristino della Rocca Albornoziana
- 1927 Ragusa, progetti per la Casa del Fascio, il Monumento Faro, la Fontana del Littorio, il Palazzo di Giustizia, la sistemazione di piazza Umberto I, la Galleria Mussolini
- 1929-37 Chianciano Terme (SI), albergo Etruria
- 1930 Poppi (AR), sistemazione della parte di Bramasole
- 1930-32 Poppi (AR), ripristino del Castello
- 1934 Roma, Concorso Nazionale per il Palazzo Littorio
- 1934 Bologna, Concorso Nazionale per la facciata della chiesa di San Petronio
- 1935 Monte Pizzo Falcone (NA), ipotesi di sistemazione
- 1952 Caltagirone (CT), progetto per una cappella monumentale nel cimitero